# 1976 في تونس
فيما يلي قوائم الأحداث التي وقعت خلال عام 1976 في تونس.

## سياسة

### انتهاء فترة المنصب
- 1 يناير – محمد الهادي بلقاضي مفتي الجمهورية.

## أفلام
من الأفلام التي صدرت هذه السنة في تونس:
- 1 يناير – فاطمة 75 من إخراج سلمى بكار.

## مواليد

### يناير
- 1 يناير – نوفل الجمالي سياسي من تونس.
- 7 يناير – قيس الغضبان لاعب كرة قدم تونسي.

### فبراير
- 8 فبراير – يوسف الصيداوي

### مارس
- 22 مارس – عماد المهذبي لاعب كرة قدم تونسي.

### أبريل
- 4 أبريل – فرح بن رجب صحفية تونسية.
- 24 أبريل – علي الحاكيمي عداء مسافات متوسطة سويسري.

### يوليو
- 8 يوليو – سمية المستيري فيلسوفة تونسية.

### أغسطس
- 7 أغسطس – نضال الورفلي سياسي من تونس.

### نوفمبر
- 8 نوفمبر – جوهر المناري لاعب كرة قدم تونسي.

### ديسمبر
- 25 ديسمبر – فطوم الأسود سياسية من تونس.

## وفيات

### يناير
- 1 يناير – علي جراد (مواليد 1911) سياسي تونسي.

### أبريل
- 2 أبريل – طاووس عمروش (مواليد 1913)

### مايو
- 25 مايو – الهادي خفشة (مواليد 1916) سياسي تونسي.

### نوفمبر
- 20 نوفمبر – محمد شنيق (مواليد 1889)